# الحياة البرية في كوستاريكا

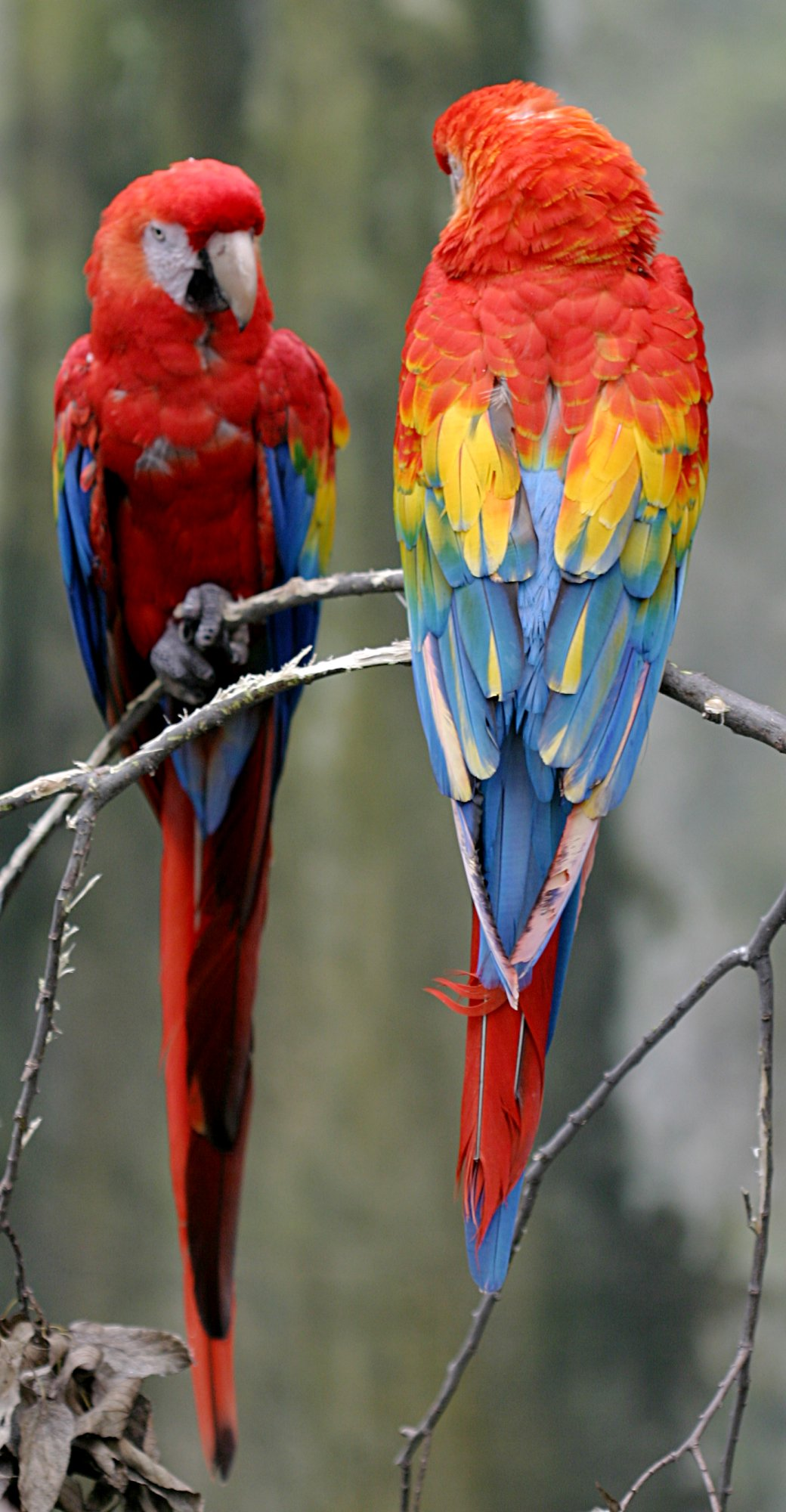
الموطن الأصلي للمكاو القُرمزي هو كوستاريكا.

تشملُ الحياة البرية في كوستاريكا جميع الحيوانات والفطريات والنباتات الطبيعية الموجودة في هذا البلد الواقعِ في أمريكا الوسطى. تضمُّ كوستاريكا مجموعةً كبيرةً ومتنوعةً من الحيوانات البرية؛ ويُعزى ذلك إلى حدٍ كبيرٍ إلى موقعها الجغرافي حيثُ تقعُ بين قارات أمريكا الشمالية والجنوبية ومناخها الاستوائي الجديد. كوستاريكا هي موطنٌ لأكثر من 500,000 نوع وهو ما يمثل حوالي 5% من إجمالي الأنواع المقدرة في جميع أنحاء العالم؛ مما يجعل كوستاريكا واحدةً من 20 دولة لديها أعلى تنوع بيولوجي في العالم. من بين هذه الأنواع البالغ عددها نصف مليون نوع كما ذُكر قبل قليل؛ هناك ما يزيد قليلاً عن الـ 300,000 نوع من الحشرات. إنَّ أحد الأسباب الرئيسية للتنوع البيولوجي في كوستاريكا هو موقعها حيثُ شكّلت مع بنما جسرًا يربطُ قارات أمريكا الشمالية والجنوبية منذُ حوالي ثلاثة إلى خمسة ملايين عام؛ وقد سمحَ هذا الجسر بالخلطِ بين النباتات والحيوانات المختلفةِ في القارتين.

## التنوّع البيولوجي
تملكُ كوستاريكا أعلى نسبة كثافة للتنوعِ البيولوجي في أي بلدٍ في جميع أنحاء العالم، فعلى الرغم من مساحتها الصغيرة نسبيًا والتي تُعادل تقريبًا مساحة ولاية فرجينيا الغربية في الولايات المتحدة؛ فإنها – أي كوستاريكا – تحوي أربعة بالمائة من الأنواع الموجودة على هذا الكوكب، بل تُعتبر كوستاريكا الموطن الأصلي للمئاتِ من هذه الأنواع التي قد توجدُ في أي مكانٍ آخرٍ على وجه الأرض بما في ذلك الضفادع والثعابين والسحالي والطيور والطيور الطنانة والجرذان والفئران وغيرهم الكثير.

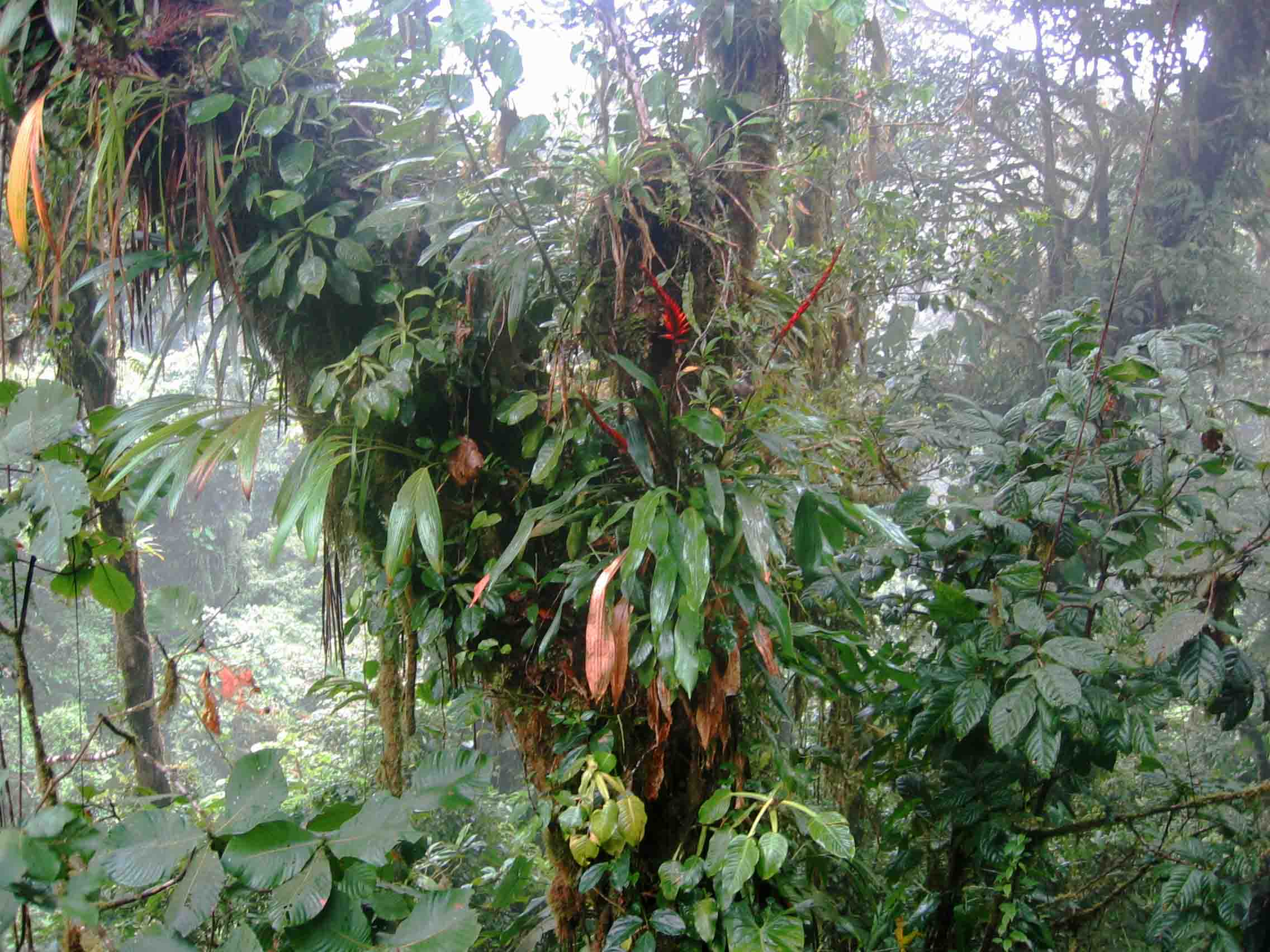
نبات هوائي قُرب سانتا ايلينا في كوستاريكا

يُمكن أن يُعزى التنوّع البيولوجي في كوستاريكا إلى مجموعةٍ متنوعة من النظم الإيكولوجية داخل البلاد؛ وعلى رأسها الغابات المطيرة الاستوائية والغابات المُتساقِطة والساحل الأطلسي والمحيط الهادئ والغابات السحابية وغابات المانغروف التي تقعُ على مساحة 19,730 ميلًا مربعًا من مساحة كوستاريكا الأرضية، بالإضافةِ إلى المناطق البيئية التي تعرفُ وجود 12 منطقة مناخية؛ ويوفِّر هذا الاختلاف العديد من المنافذ التي تملؤها مجموعة متنوعة من الأنواع.

### الفوائد البشرية
تُحاول كوستاريكا جاهدةً الحفاظ على التنوع البيولوجي؛ حيثُ تتمتع أكثر من سبعة وعشرين في المائة من أراضي الدولة بوضعٍ محمي كمتنزهات وطنية وملاجئ للحياة البرية ومحميات للغابات وأكثر من ذلك. تعملُ حكومة كوستاريكا على حماية تنوعها البيولوجي عبر الخدمات البيئية الكثيرة التي تُقدمها؛ وتفرضُ الحكومة ضريبةً بنسبة 5 في المائة على البنزين لتوليد إيرادات لدفعِ مالكي الأراضي للامتناعِ عن التخلّص من أراضيهم وإنشاء مزارع الأشجار مثلًا كحلٍ بديل. تُوفِّر هذا المساعدات للمزارعين الكوستاريكيين أو «تيكوس» (بالإسبانية: Ticos)‏ كما يطلقون على أنفسهم حافزًا ليصبحوا مزارعين نشيطين بدلاً من مربيي ماشية. توفر مزارع الأشجار بعض الموائل للحياة البرية؛ مما يُتيح قدرًا من التنوع البيولوجي للبقاء في هذه المناطق على الرغم من استخدام البشر لهذه الموارد الطبيعية.
يُساهم التنوع البيولوجي لكوستاريكا في العديد من الخدمات البيئية التي توفرها البيئة؛ فكلُّ جانبٍ من جوانب النظام الإيكولوجي من الأنواع المختلفة من النباتات إلى تنوع الأنواع الحيوانية يُساهم في الخدمات الطبيعية مثل المساعدة في تنقية المياه وتوفير الغذاء والوقود والألياف وتطوير الصناعات التي تعتمدُ على الخشب وانتشار البذور وتنظيم المناخ وما إلى ذلك، ومع زيادة تنوع الأنواع؛ يُمكن توفير المزيد من هذهِ الخدمات وفي مناطق مختلفة.
لقد ساهمَ التنوع البيولوجي في التطوير النوعي للاقتصاد الكوستاريكي؛ وتجلبُ السياحة البيئية لوحدها حوالي 1.92 مليار دولار كعائدات. لقد جعلَ التنوع البيولوجي الوفير في كوستاريكا البلاد وجهةً جذابةً للسياحة البيئية وهي تلك السياحة الموجهة نحو البيئات الطبيعية الغريبة والمهددة في كثيرٍ من الأحيان؛ بل إنَّ تسعة وثلاثون في المئة من السياح قد ذكروا في وقتٍ ما أن الطبيعة هي السبب الرئيسي الذي دفعهم لزيارة البلاد. تحفز السياحة البيئية الشركات العامّة والخاصة على حدٍ سواءٍ على الاستفادة من الموارد الطبيعية من خلال حمايتها والحفاظ عليها بدلًا من استهلاكها.

### التهديدات
يتعرَّضُ التنوع البيولوجي في كوستاريكا لعددٍ متزايدٍ من التهديدات؛ بما في ذلك تزايد عدد السُكَّان بوتيرةٍ متسارعةٍ ورغبة الحكومة في تطويرِ خطوط ساحلية جديدة لتعزيزِ السياحة عدى عنِ المُمارسات الزراعيّة الضارة التي تُسْهِمُ جميعها في التلوث والتدهور البيئي وتبقى مشكلة إزالة الغابات هي الممارسة التي تُسبِّب القلق الأكبر للبيئة في كوستاريكا التي لها رابعُ أعلى معدلٍ من حيثُ إزالة الغابات في العالم؛ ويتمُّ ذلك في العادة لتربية الماشية. يُؤدِّي هذا الشكل من الضرر البيئي جنبًا إلى جنب مع زراعة أنواعٍ معينة من النباتات إلى تكاثر المناطق التي لا تتوفر إلّا على عددٍ قليلٍ من أنواع النباتات ما يؤدي في النهاية إلى انخفاض التنوع النباتي ومن ثمَّ انخفاض التنوع الحيواني.

## الحشرات

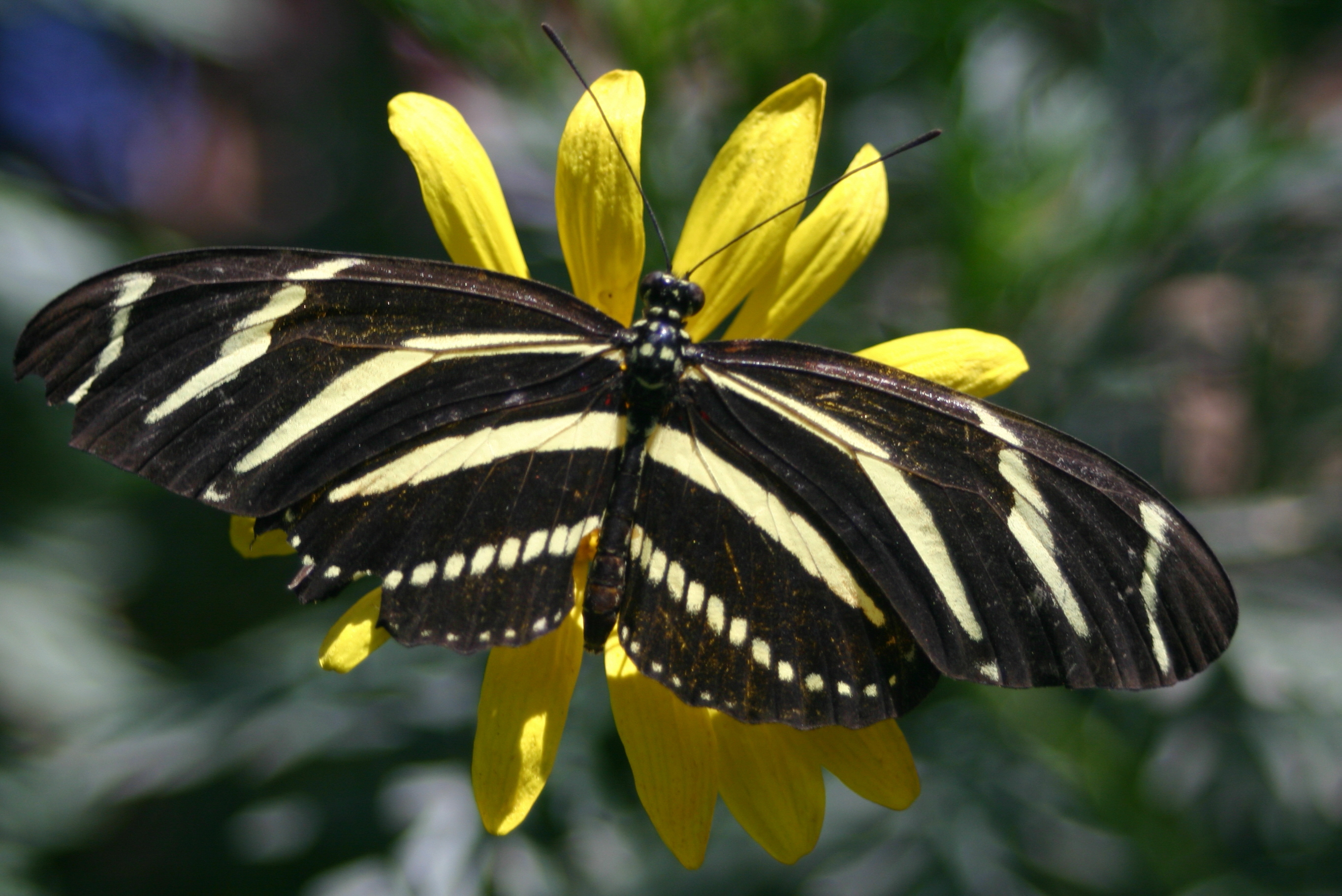
فراشة الحمار الوحشي

هناك حوالي 1251 نوعًا من الفراشات وما لا يقل عن 8000 نوع من العث في كوستاريكا؛ وتظهر هذه الأنواع على وجهِ الخصوص خلال موسم الأمطار. إنَّ عشرة في المئة من الأنواع المعروفة من الفراشات في جميع أنحاء العالم تُقيم في كوستاريكا.
لعبت الفراشات والعث في كوستاريكا دورًا مهمًا في تنويعِ وتطويرِ البيئة. فيما يلي بعض الأمثلة على ذلك:
- تُقلِّدُ الفراشات خُطَّافيّة الذيل فضلات الطيور والعديد من الأنواع الأخرى لتحذيرِ الحيوانات المفترسة من السموم الجسدية.
- إن ما يمكن أن يخطئه شخص ما بسهولة في التمييز بين فراشة أو دبور أو ورقة في كوستاريكا قد تكون عثة تنخرط في تقليدٍ ما أو حشرة أخرى غير معروفة حتى.

السياحة البيئية هي واحدة من الموارد الاقتصادية الأساسية في كوستاريكا؛ وتُضيف فراشات البلاد الكثير لها حيثُ تجلب الحياة إلى الغابات المدارية؛ ليس فقط مع التنوعِ في اللون ولكن مع روعة الزهور التي تُساعدها في التلقيح.
هذه قائمة مُصغَّرة ببعض أنواع الفراشات والعث الشائعة في كوستاريكا:
- ماربيزيا بيرانيا
- دوكسوكوبا لاور
- أنارتيا فَاتِمة
- فراشة الحمار الوحشي
- فراشة مورفة
- العثة الخضراء
- فراشة الجناح الزجاجي

يُعد النحل ضئيل الإبرة من بينِ الحشرات البارزة في كوستاريكا؛ ونفس الأمر بالنسبةِ للنمل والخنفساء الجبارة والعديد من النَّطاطات طويلة القرون.

## اللافقاريات الأخرى
تُشكِّل أنواع اللافقاريات معظم الحياة البرية في كوستاريكا؛ فمن بين 500,000 نوع تقريبًا هناك حوالي 493,000 نوع من اللافقاريات بما في ذلك العناكب وسرطان البحر. من المعروف أن هناك عشرات الآلاف من الحشرات واللافقاريات المجهرية في كل نوعٍ من الأرض وحسب مُستوى الارتفاع، من المعروف أيضًا أن هناك 183 نوعًا وسُلالة من الرخويات الأرضية في كوستاريكا.

## البرمائيات

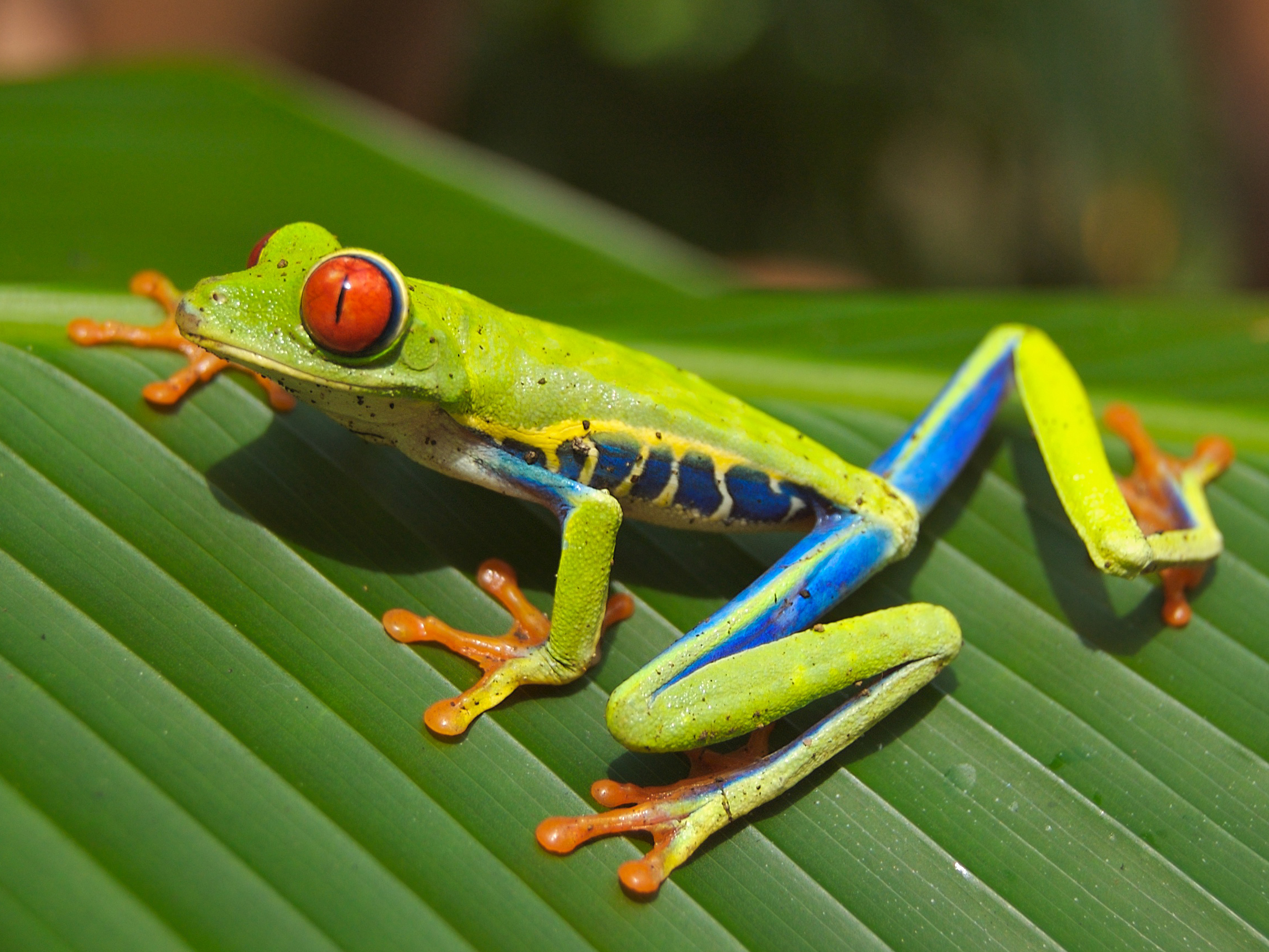
ضفدع شجرة أحمر العينين

تُعد كوستاريكا موطنًا لحوالي 175 نوعًا من برمائيات؛ 85% منها ضفادع. تعيشُ الضفادع في كوستاريكا بشكلٍ جيد حيثُ تتكاثر في العادةِ في مياهٍ مناسبةٍ خالية من الأسماك لتربية صغارها على اعتبار أن الأولى قد تأكل الشراغف وبيض الضفادع؛ كما تقومُ هذه الأخيرة من تلقاء نفسها بالبحثِ في الأحواض قبل وضع البيض و/أو وضع البيض في التربة الرطبة.
تشمل أنواع الضفادع البارزة في كوستاريكا ضفدع الأشجار ذو العينين الحمراء، وأنواع قليلة من الضفادع السامّة وكذا الضفادع الزجاجية فضلًا عن تلكَ الضفادع الكبيرة التي تعيشُ في البرك المائيّة. هناك في كوستاريكا أيضًا بعضُ أنواع العلجوم بما في ذلك علجوم بوفو و‌علجوم القصب وهو الضفدع الضخم المعروف بشهيته الواسعة وقد تمَّ توثيقه في عددٍ من المرات وهو يأكل أي شيء تقريبًا؛ بما في ذلك الخضروات والنمل والعناكب بل والضفادع الأصغر منه والفئران والثدييات الصغيرة الأخرى.
بالإضافة إلى أنواع الضفادع المختلفة؛ هناكَ ما يقربُ من 40 نوعا من السمندر عديم الرئة ونوعين من عديمات الأرجل مع أنَّه من النادر مشاهدتهما. يتراوحُ حجم البرمائيات في كوستاريكا – والحديثُ هنا بالضبطِ عن الضفادع – بين 1.5 سنتيمتر (0.59 بوصة) إلى 15 سنتيمتر (5.9 بوصة) كحدٍ أقصى كما قد يبلغُ وزن بعض البرمائيات في كوستاريكا 4.4 كيلوغرام (9.7 رطل).
بسببِ التدهور البيئي والطبيعة الحساسة للبرمائيات فضلًا عن مشكل التلوث؛ شَهدت كوستاريكا انخفاضًا في أعداد البرمائيات للدرجة التي كادت أن تنقرض فيها بعضُ الأنواع أو أصبحت مهددةً بذلك. يُعتبر منتجع مونتيفردي كلاود موطنًا للكثير من أنواع البرمائيات؛ ومع ذلك تُشير التقديرات إلى أن أربعين في المائة من الأنواع المُقيمة في هذا المنتجع قد انقرضت منذ عام 1987؛ وهو ما يُساوي انقراض عشرين نوعًا تقريبًا من الضفادع.

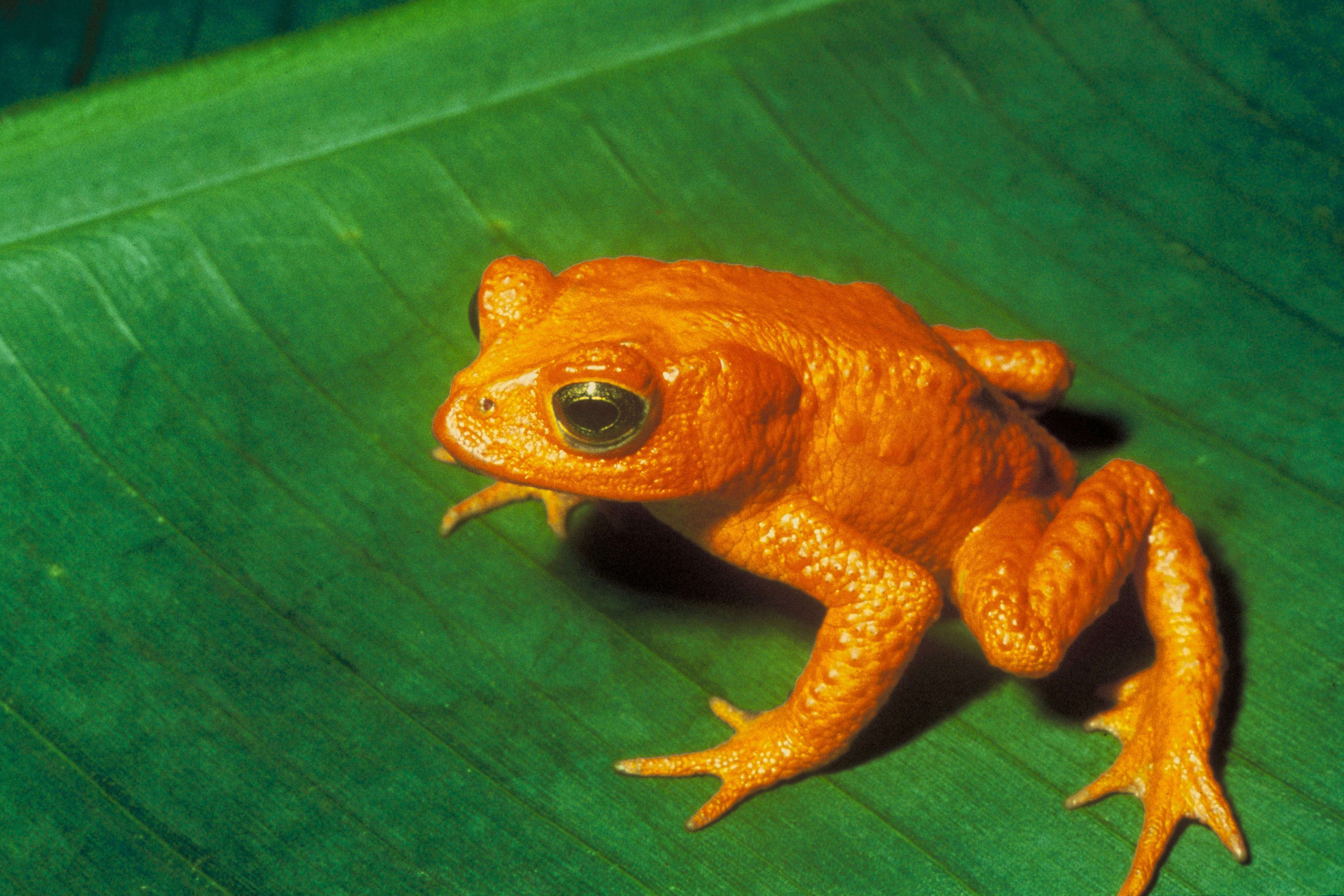
الضفدع الذهبي وهو نوعٌ من البرمائيات التي كانت تستوطنَ كوستاريكا ذات يوم قبل أن تنقرض

لم يُشاهِد علماء الأحياء الضفدع الذهبي الذي يقطنُ المرتفعات وبالتحديدِ سلاسل الجبال الوسطى في كوستاريكا منذ عام 1989؛ ففي غضونِ عامٍ واحدٍ انخفضَ عددُ الأحداث الذين تم حسابهم في أكثر مواقع التكاثر انتشارًا من أكثر من 1500 ضفدع إلى ضفدع واحد فقط. أعلنَ الاتحاد الدولي للحفاظ على الطبيعة (IUCN) أن الضفدع الذهبي مهدد بالانقراض؛ لكنه من المحتمل أن يكون قد انقرض بسبب قلة المشاهدة منذ أكثر من عقدين. تشملُ الأسباب المحتملة للانقراض المحتمل للضفادع مجموعةً من أنماط الطقس الشديدة التي أدت إلى الجفاف وزيادة التلوث وتغير المناخ بالإضافةِ إلى الأنواع الفطرية الغازية.
تكيّفت البرمائيات في كوستاريكا من أجلِ البقاء؛ فقد تعلمت بعض أنواع الضفادع وخاصة السامة منها وضعَ البيض في الماء الخالي من الأسماك المفترسة والحفاظ عليها بعيدًا من كل ما قد يهدّدها؛ في حين تكيّفت أنواعٌ أخرى مع النمو حيثُ صارت قادرة على «التطوّر» داخل البويضة دون الانتقال إلى مرحلة الشرغوف ما يُقلّل احتمالية افتراسها بل ويُمكّنها من الدفاع عن نفسها في وجهِ «الأعداء».

## الزواحف

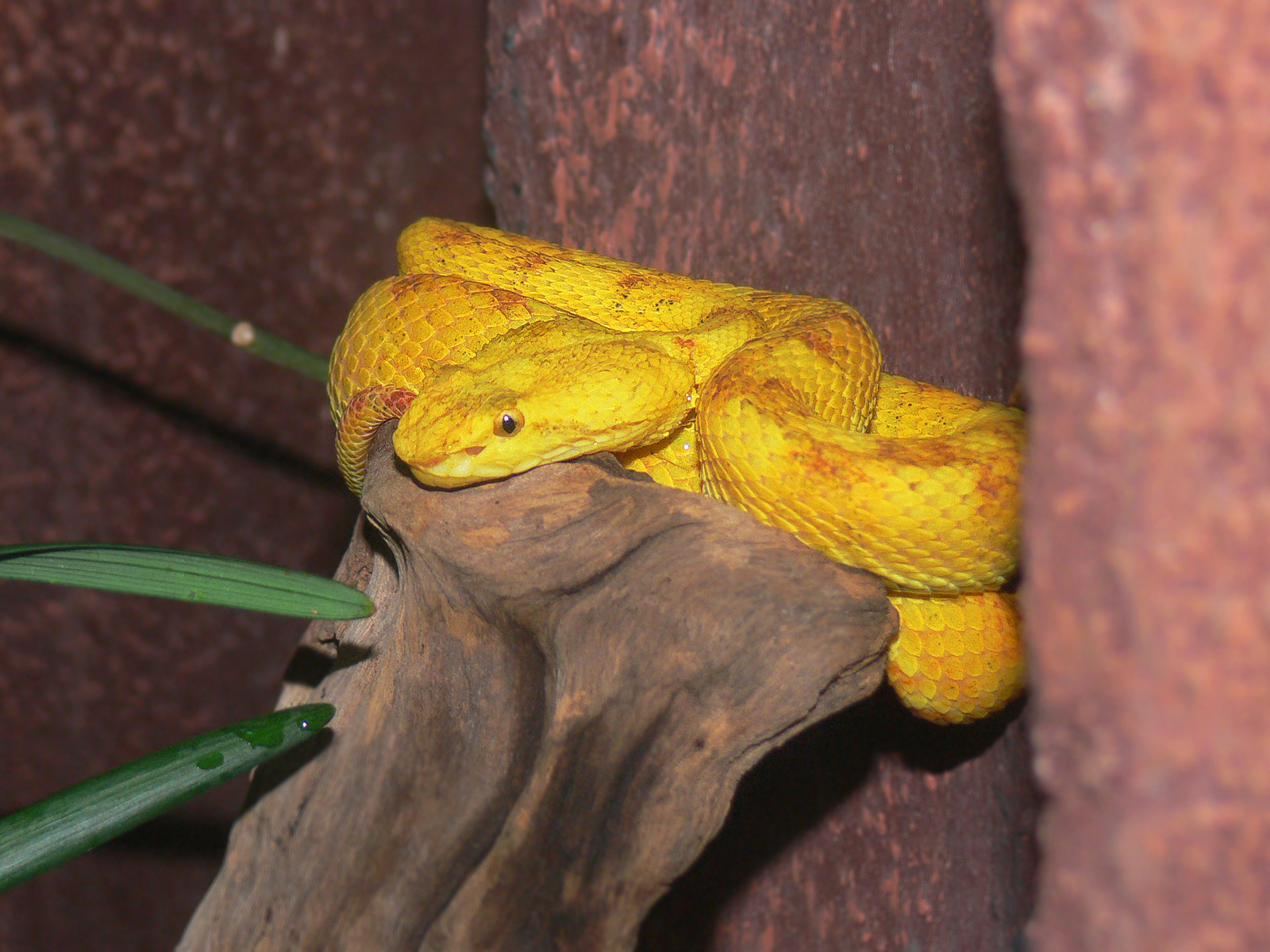
أفعى بوثريشيس شليجيلي

عُثر على حوالي 225 من الزواحف في كوستاريكا؛ وهذا يشملُ أكثر من 70 نوعًا من السحالي معظمها صغيرة وتعيش في الغابات وهناك سحالي كبيرة – مع أنها قليلة – مثل البازيليسق و‌الإغوانة السوداء وتلكَ الخضراء. هناك حوالي 120 نوعًا من الثعابين في كوستاريكا؛ بما في ذلك 5 أنواع من الأصلة بالإضافةِ إلى الأحناش الغير ضارة.
هناك حوالي 20 نوعًا من الثعابين السامة؛ بما في ذلك الثعابين المرجانية ومختلف الأفعويات مثل أفعى الرموش والمكسان وغيرهما. غالبًا ما تتمُّ ملاحظة الثعابين السامة في كوستاريكا وهي ليست بالخطيرة فعلًا إذا لم يتمّ استفزازها. تعيشُ 5 من أصل 7 أنواع من السلاحف البحرية في العالم على شواطئ كوستاريكا؛ كما يُمكن العثور على اثنين من أنواع التماسيح على نطاق واسعٍ في البلاد بالإضافةِ للتماسيح الأمريكية الخطيرة. بشكلٍ عام؛ فإنَّ حجم الزواحف في البلاد يتراوحُ ما بين 15 سنتيمتر (5.9 بوصة) حتى 150 سنتيمتر (59 بوصة) فيما قد يصلُ وزنُ البعض منها إلى 500 كيلوغرام (1,100 رطل).

## الثدييات

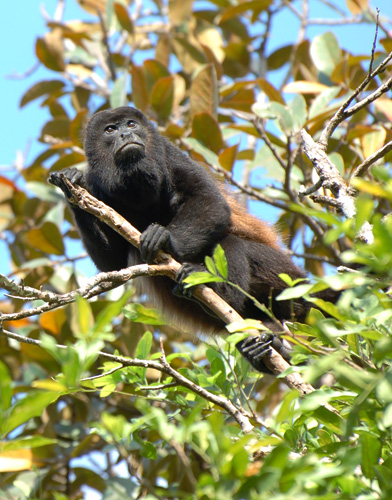
ذكر عواء مغطى في كوستاريكا

تُعتبر كوستاريكا موطنًا لحوالي 250 نوعًا من الثدييات التي تقطنُ في الغالبِ الغابات متوسطة الحجم والكبيرة. هناك تواجدٌ ملحوظٌ للسعدان في كوستاريكا بعددٍ من أنواعه مثل الكبوشي أبيض الوجه و‌العواء المغطى؛ بالإضافةِ إلى تواجدِ نوعينِ من الكسلان فضلًا عن القوطي أبيض الخطم و‌التيرا.
تُمثل الخفافيش – وعلى رأسها خفاش هندوراس الأبيض – أكثر من نصف أنواع الثدييات في البلاد؛ بل وتفوقُ عدد القوارض مرتين. لقد تكيّفت الخفافيش مع أساليب العيشِ في كوستاريكا وصارت قادرةً على توفير مشربها ومسكنها وطعامها المكوّن من الرحيق، السمك الحشرات و‌الدم كما هو الحال مع الخفاش مصاص الدماء سيّءِ السمعة. نادرًا ما يُمكن مصادفة الحيوانات الكبيرة في كوستاريكا مثل التابير و‌الجاكوار و‌الغزلان حيث أنها بعيدة المنال وترتبط بموائل غير مجزأةٍ الآن. يتراوحُ حجم ثدييات كوستاريكا بين 3 غرام (0.11 أونصة) مثل الخفافيش الرماديّة إلى 250 كيلوغرام (550 رطل) مثل التابير البيردي.
يعيشُ النمل كذلك في كوستاريكا؛ حيثُ يستوطنُ الأراضي المنخفضة والمتوسّطة الارتفاع؛ وتُعتبر التمندوة الشماليّة من بينِ الأكثر شيوعًا من البلد. على صعيدٍ آخرٍ؛ يُعاني آكل النمل الكبير كونه مهددٌ بالانقراض بينما هناك تواجدٌ نسبي لآكل النمل الصغير.

### القطط البرية
هذه قائمة القطط البرية التي تُوجد في كوستاريكا:
- اليغور
- الأصلوت
- أسد الجبال
- اليغورندي
- المارج
- قط النمر

إنَّ معظم القطط الكبيرة في كوستاريكا ليلية أو تختبئ على الأقل في أشجار الغابات المطيرة؛ أمَّا المكان الأكثر احتمالاً للعثور فيهِ على قطٍ كبيرٍ فهو حديقة حيوان سيمون بوليفار في سان خوسيه حيث توجد مجموعة مختارة من جميع القطط الكبيرة المحلية إلى جانبِ الحيوانات الأخرى. عادة ما تصطادُ الأصلوات على الأرض في الليل ونادرًا ما تتسلَّقُ الأشجار؛ في حين يتكون النظام نظامها الغذائي من الطيور والقرود والفئران والحيوانات الصغيرة الأخرى. من جهةٍ أخرى؛ فالقطة الصغيرة المرقطة هي أصغر قطة برية ولا تنمو أكبرَ من القطة المنزلية وتعيشُ في الغابات العالية.
يُعد اليغور أكبر قطة برية في كوستاريكا؛ ويمكن أن ينمو حتى 2 متر (6 قدم 7 بوصة) لكنه نادرٌ جدًا ولا زالت أعدادهُ مستمرةً في الانخفاض. عادةً ما يكونُ لون اليغورندي رمادي مع جسمٍ قويّ ويصطادُ ليل نهار؛ وقد تكيّف هو الآخر بشكلٍ أفضلٍ مع كل المتغيرات؛ إلى أن أصبحَ يقضي معظم حياته في الأشجار، أما أسدُ الجبال فهو ثاني أكبر قطٍ في أمريكا الوسطى ويتمتعُ بفراءٍ بنية ويُجيد الاختباء.

## الطيور

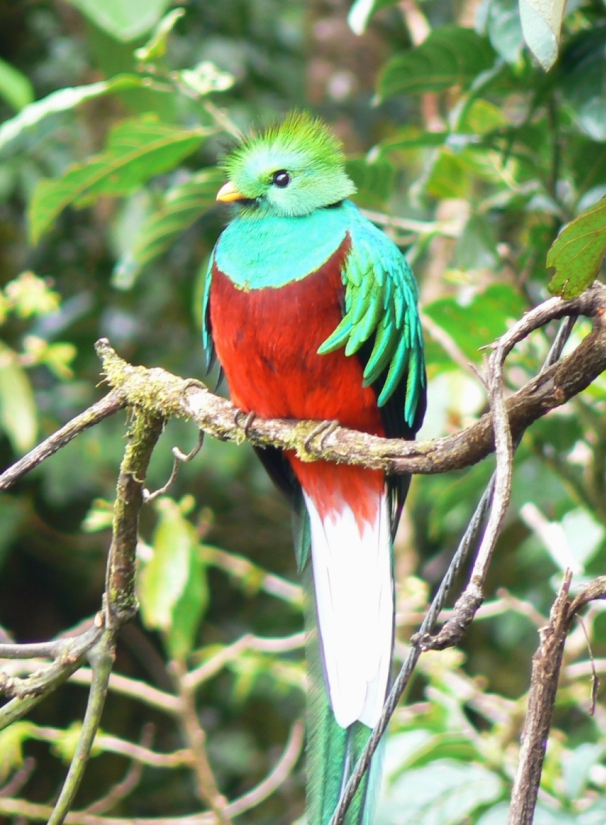
الكيتزال البَرَّاق

سُجِّل 894 نوعًا من الطيور في كوستاريكا (بما في ذلك جزيرة كوكوس) وهو عددٌ أكبر من ذاك الذي سُجّل في جميع الولايات المتحدة وكندا مجتمعتين. إنَّ أكثر من 600 نوع من طيور كوستاريكا مقيمة بشكلٍ دائمٍ؛ وما يزيدُ عن الـ 200 نوعًا من من المهاجرين الذين يقضون أجزاء من السنة خارج البلاد وعادةً في أمريكا الشمالية. تُعتبر سبعة من الأنواع الكوستاريكية مستوطنة وهناك 19 نوعًا آخر مهددٌ على المستوى العالمي. يتراوحُ حجم طيور كوستاريكا بين 2.2 غرام (0.078 أونصة) و6 سنتيمتر (2.4 بوصة) مثل الطائر الطنان اللامع إلى 6.5 كيلوغرام (14 رطل) و150 سنتيمتر (59 بوصة) مثل ما هو الحالُ مع الجابيرو مع أنَّ البجع الأمريكي الأبيض أثقل ولكنه نوعٌ عرضي.
الببغاوات القرمزية هي نوعٌ شائعٌ من كوستاريكا؛ وعلى عكس العديدِ من أنواع الطيور فإن الببغاوات تتكاثر عند الزواج وتُساعد كلٌ من الذكور والإناث في رعاية الصغار وتربيتهم لمدةٍ تصلُ إلى عامين قبل أن يفرُّوا. بالرغم من ذلك؛ فالبببغات هي الأخرى مُعرضة للكثير من المخاطر ولعل أبرز ما تُعاني منه التجارة فيها إذ قد يَصلُ ثمن البغاء الواحد في كوستاريكا إلى ألف دولار.
يُمكن العثور على الكيتزال البَرَّاق الذي يتميّزُ بالمظهر الجسدي الجميل في أجزاءٍ من كوستاريكا. قد يتمدُّ ذيلُ الكيتزال الرمادي والأسود لطولٍ يصلُ إلى متر؛ وعادةً ما يعيشُ في الغابات المرتفعة وتلكَ المظللة. يُمكن العثور على هذا النوع من الطيورِ في العديد من المنتزهات والمحميات في كوستاريكا بما في ذلك غابة مونتيفردي كلاود ومحمية سانتا إلينا ومنتزه بروليو كارييو ومنتزه باوس فولكانو وحديقة شيريبو وكذا في منتزه خوان كاسترو بلانكو. يقتاتُ الكيتزال على الفواكه والحشرات والضفادع الصغيرة والسحالي والقواقع؛ وهو معرضٌ أيضًا للخطرِ بسبب تدمير بيئتهِ في جميع أنحاء أمريكا الوسطى.
استطاعَ الطائر الطنان التكيف مع بيئة كوستاريكا؛ ونجح في العثور على غداءٍ له يتمثل بالأساسِ في أنواعٍ معيّنةٍ من الزهور والنباتات. إنَّ العلاقة بين الطائر الطنان والنبات متبادلة على اعتبارِ أن الطائر الطنان ينقلُ حبوب اللقاح بين أفراد النبات مقابل الرحيق؛ ونظرًا لأن الأنواع المختلفة من الطيور الطنانة تتكيف مع نباتات معينة يتمُّ ضمانُ «التلقيح الصحيح» للنباتات التي تحتوي على حبوب اللقاح المناسبة.